# Alfred Ariciul Detectiv
Alfred Ariciul Detectiv (engleză The Mysteries of Alfred Hedgehog) este un serial de animație 2D franco-canadian creat de Mary Mackay-Smith și Alfred Nordebrant. Produs de Gaumont Alphanim, Muse Entertainment, Prickly Entertainment, Europool și Jiang Toon Animation, serialul a fost difuzat între 9 ianuarie și 18 iunie 2010 pentru 26 de episoade. Serialul urmărește aventurile unui trio de animale antropomorfice copii care dezleagă mistere în Pădurea Noduroasă.
În România, serialul a fost difuzat pe canalul Minimax.

## Personaje
- Alfred, personajul principal și protagonistul serialului
- Camille, prietena lui Alfred
- Milo, prietenul lui Alfred